# 37ª Squadriglia
La 37ª Squadriglia del Servizio Aeronautico del Regio Esercito inizia le operazioni a Bergamo con aerei Farman 14.

## Storia

### Prima guerra mondiale
La 1ª Sezione nasce a Mirafiori (campo di volo) nell'aprile 1916 ed il 28 aprile va a Ponte San Pietro comandata dal Capitano Giuseppe Fangareggi che dispone di 2 Farman 14 ed altri 2 piloti.
Il 12 maggio il comando passa al Cap. Salvatore Russi ed il 5 giugno al Cap. Michele Masi.
La 2ª Sezione nasce il 6 giugno con il Tenente Luigi Bourlot, il Sergente Michele Allasia e 3 Farman.
La 37ª Squadriglia nasce il 12 giugno 1916 a Bergamo comandata da Masi che dispone di altri 5 piloti, un osservatore e 5 mitraglieri e nel mese di agosto riceve anche la 3ª Sezione con 3 Farman ed un pilota.
Il 17 agosto un temporale fa cadere gli hangar causando la rottura di 5 aerei ed il 31 agosto il comando passa al Cap. Arturo Oddo che riceve un pilota e 3 Farman.
Nel 1916 l'unità svolge 172 voli di guerra di cui principalmente crociere e riceve i Farman con motore Colombo.
Il 1º gennaio 1917 dispone di 10 piloti, un osservatore e 6 mitraglieri ed in primavera transita su 7 Savoia-Pomilio SP.2 arrivati da febbraio ad aprile.
Il 10 aprile viene inquadrata nel IX Gruppo (poi 9º Gruppo Caccia) ed in giugno arrivano 3 Savoia-Pomilio SP.3.
Il 25 agosto va a Castenedolo (poi Aeroporto di Brescia-Montichiari) nel III Gruppo (poi 3º Gruppo caccia terrestre) ed il 17 ottobre il comando passa al Cap. osservatore Mario Lanciani.
Il 10 dicembre torna nel IX Gruppo e nel 1917 ha svolto 393 missioni di guerra.
Il 1º gennaio 1918 dispone di 5 piloti e 8 osservatori ed in febbraio ha 5 S.P.3.
In marzo inizia il passaggio sui SIA 7b, il 31 marzo entra nel XX Gruppo (poi 20º Gruppo) al comando interinale del Ten. Achille Dander e dal 2 aprile del Ten. Achille Mazza che dispone di 4 piloti di S.P. per un S.P.3, 4 di SIA per un SIA 7b1, 4 osservatori e 7 allievi osservatori.
Il 1º aprile arriva una Sezione di 2 Farman della 72ª Squadriglia caccia ed il 30 aprile i suoi SIA vengono collaudati da Francesco Brach Papa.
Il 14 maggio il comando passa al Ten. Giulio Giorgis ed il reparto va a Ponte San Marco ricevendo altri S.P.3 per sopperire ai problemi dei SIA.
Viene sciolta il 17 luglio 1918 quando disponeva di 9 piloti, 3 osservatori e 15 allievi osservatori per 3 aerei che passa alla 39ª Squadriglia dopo aver svolto nel 1918 49 missioni di guerra.

### Regia Aeronautica
Nel 1930 è all'Aeroporto di Tobruk con gli IMAM Ro.1 della Regia Aeronautica nell'Aviazione della Cirenaica.